# Człowiek z księżyca (film 1999)
Człowiek z Księżyca – komediodramat z 1999 roku, w reżyserii Miloša Formana, będący fabularyzowaną biografią kontrowersyjnego amerykańskiego komika Andy’ego Kaufmana.

## Obsada
- Jim Carrey – Andy Kaufman/Tony Clifton
- Danny DeVito – George Shapiro
- Courtney Love – Lynn Margulies
- Paul Giamatti – Bob Zmuda
- Vincent Schiavelli – Maynard Smith
- Peter Bonerz – Ed Weinberger
- Jerry Lawler – on sam
- Jim Ross – on sam
- Gerry Becker – Stanley Kaufman
- J. Alan Thomas – on sam
- Judd Hirsch – on sam
- Brittany Colonna – Carol Kaufman
- Bobby Boriello – Mały Andy Kaufman
- Lorne Michaels – on sam

## Nagrody

### Złote Globy
- 2000: Złoty Glob — Najlepszy aktor w komedii lub musicalu Jim Carrey

### Berlinale
- 2000: Srebrny Niedźwiedź — Najlepszy reżyser Miloš Forman

### Bostońskie Stowarzyszenie Krytyków Filmowych
- 1999: BSFC — Najlepszy aktor pierwszoplanowy Jim Carrey[1].